# Alfons Frings
Alfons Frings (* 15. Mai 1893; † 29. April 1968) war ein deutscher Kaufmann und Kommunalpolitiker (CDU).

## Werdegang
Frings war Verlagsleiter in Neuss und von 1946 bis 1961 Oberbürgermeister der Stadt.
Er war eines von acht Kindern des Weberei-Fabrikanten Heinrich Frings und seiner Frau Maria, geb. Sels, in Neuss. Sein Bruder Joseph (1887–1978) war Erzbischof in Köln, sein Bruder Heinrich (1885–1946) war Reichsgerichtsrat.

## Ehrungen
- 1953: Großes Verdienstkreuz der Bundesrepublik Deutschland

## Quelle
- Kreisarchiv Neuss

| Personendaten    | Personendaten                                  |
| ---------------- | ---------------------------------------------- |
| NAME             | Frings, Alfons                                 |
| KURZBESCHREIBUNG | deutscher Kaufmann und Kommunalpolitiker (CDU) |
| GEBURTSDATUM     | 15. Mai 1893                                   |
| STERBEDATUM      | 29. April 1968                                 |